# Jihad islamique égyptien
Pour les articles homonymes, voir Jihad islamique.
Le Jihad islamique égyptien aussi appelé Jihad islamique (arabe : الجهاد الإسلامي المصري) est un groupe armé islamique égyptien actif depuis la fin des années 1970.
L'organisation est placée sur la liste officielle des organisations terroristes du Canada, du Royaume-Uni et de la Russie. Elle est considérée par l'ONU comme proche d'Al-Qaida et à ce titre sanctionnée par le Conseil de sécurité des Nations unies.
L'objectif initial de cette organisation armée fut de remplacer le gouvernement égyptien par un califat et une loi islamique en opposition contre « ... l'empire américain et du gouvernement juif mondial » (Ayman al-Zawahiri). Il fut un des premiers mouvements islamistes à mener des attentats-suicides. En 1981, Le président égyptien Anouar el-Sadate est assassiné par Khalid Islambouli et plusieurs autres membres du Jihad islamique égyptien.

## Littérature
- Gilles Kepel, Le Prophète et le Pharaon. Aux sources des mouvements islamistes, Paris, Le Seuil, 1984, édition révisée, 1993.